# Unterach am Attersee
Unterach am Attersee è un comune austriaco di 1 462 abitanti nel distretto di Vöcklabruck, in Alta Austria.